# パトリック・リンジー＝クロフォード (第2代ガーノック子爵)
第2代ガーノック子爵パトリック・リンジー＝クロフォード（英語: Patrick Lindsay-Crawford, 2nd Viscount Garnock、1697年11月30日洗礼 – 1735年5月24日）は、スコットランド貴族。

## 生涯
初代ガーノック子爵ジョン・リンジー＝クロフォードとマーガレット・ステュアート（Margaret Stuart、1738年4月27日没、初代ビュート伯爵ジェームズ・ステュアートの娘）の息子として生まれ、1697年11月30日にキルバーニーで洗礼を受けた。
1708年12月24日に父が死去すると、ガーノック子爵の爵位を継承した。
1720年4月19日、マーガレット・ヒューム（Margaret Home、1737年12月11日没?、ジョージ・ヒュームの娘）と結婚、2男1女をもうけた。
- ジョン（1722年 – 1739年） - 第3代ガーノック子爵、生涯未婚
- ジョージ（1729年 – 1781年） - 第4代ガーノック子爵、後に第5代リンジー伯爵、第21代クロフォード伯爵
- クリスチャン・グラハム（Christian Graham、1748年没） - パトリック・ボーグル（Patrick Bogle）と結婚

1735年5月24日に死去、30日にキルバーニーで埋葬された。長男ジョンが爵位を継承した。